# Bảng chữ cái tiếng Mã Lai
Bảng chữ cái tiếng Mã Lai (cũng gọi là Bảng chữ cái Rumi trong tiếng Mã Lai: Tulisan Rumi, nghĩa đen: "chữ Roma"/"chữ La Mã") là bảng chữ cái Latinh với 26 chữ cái được sử dụng cho tiếng Mã Lai cũng như tiếng Indonesia hiện nay.
Nó thực chất chính là bảng chữ cái tiếng Anh, do Malaysia từng là thuộc địa của Đế quốc Anh, giúp cho chữ Latinh từ tiếng Anh có sức ảnh hưởng mạnh hơn chữ viết phổ biến trước kia là chữ Jawi.
| Chữ viết hoa    |   |   |   |   |   |   |   |   |   |   |   |   |   |   |   |   |   |   |   |   |   |   |   |   |   |
| A               | B | C | D | E | F | G | H | I | J | K | L | M | N | O | P | Q | R | S | T | U | V | W | X | Y | Z |
| Chữ viết thường |   |   |   |   |   |   |   |   |   |   |   |   |   |   |   |   |   |   |   |   |   |   |   |   |   |
| a               | b | c | d | e | f | g | h | i | j | k | l | m | n | o | p | q | r | s | t | u | v | w | x | y | z |

## Các chữ cái
| Chữ cái | Tên | IPA             | Ghi chú                                                                            |
| ------- | --- | --------------- | ---------------------------------------------------------------------------------- |
| Aa      | a   | /ɑː/            | a trong father (tiếng Anh)                                                         |
| Bb      | be  | /b/             | be trong bed (tiếng Anh)                                                           |
| Cc      | ce  | /tʃ/            | ce trong check (tiếng Anh)                                                         |
| Dd      | de  | /d/             | de trong day (tiếng Anh)                                                           |
| Ee      | e   | /e, ɛ/ hoặc /ə/ | e trong ant (tiếng Anh)                                                            |
| Ff      | ef  | /f/             | ef trong theft (tiếng Anh)                                                         |
| Gg      | ge  | /ɡ/             |                                                                                    |
| Hh      | ha  | /h/             | ha trong harm (tiếng Anh)                                                          |
| Ii      | i   | /i/             | i trong enough (tiếng Anh)                                                         |
| Jj      | je  | /dʒ/            | je trong jam (tiếng Anh)                                                           |
| Kk      | ka  | /k/             | ka trong cuff (tiếng Anh)                                                          |
| Ll      | el  | /l/             | el trong gel (tiếng Anh)                                                           |
| Mm      | em  | /m/             | em trong tempo (tiếng Anh)                                                         |
| Nn      | en  | /n/             | en trong anti (tiếng Anh)                                                          |
| Oo      | o   | /ɔ, o/          | o trong boy (tiếng Anh)                                                            |
| Pp      | pe  | /p/             | pe trong pain (tiếng Anh)                                                          |
| Qq      | ki  | /q/             | ki trong kill (tiếng Anh)                                                          |
| Rr      | er  | /r/             | er trong errand (tiếng Anh). Trong tiếng Indonesia, "r" được rolling và nhấn mạnh. |
| Ss      | es  | /s/             | es trong best (tiếng Anh)                                                          |
| Tt      | te  | /t/             | te trong terrible (tiếng Anh)                                                      |
| Uu      | u   | /u/             | u trong soon (tiếng Anh)                                                           |
| Vv      | ve  | /v, ʋ/ hoặc /f/ | ve trong vegetable hoặc fe trong feign (tiếng Anh)                                 |
| Ww      | we  | /w/             | we trong when (tiếng Anh)                                                          |
| Xx      | eks | /ks/            | eks trong extra (tiếng Anh)                                                        |
| Yy      | ye  | /j/             | ye trong yes (tiếng Anh)                                                           |
| Zz      | zet | /z/             | tương tự như zed (tiếng Anh)                                                       |